# Línea Madrid-Yiwu

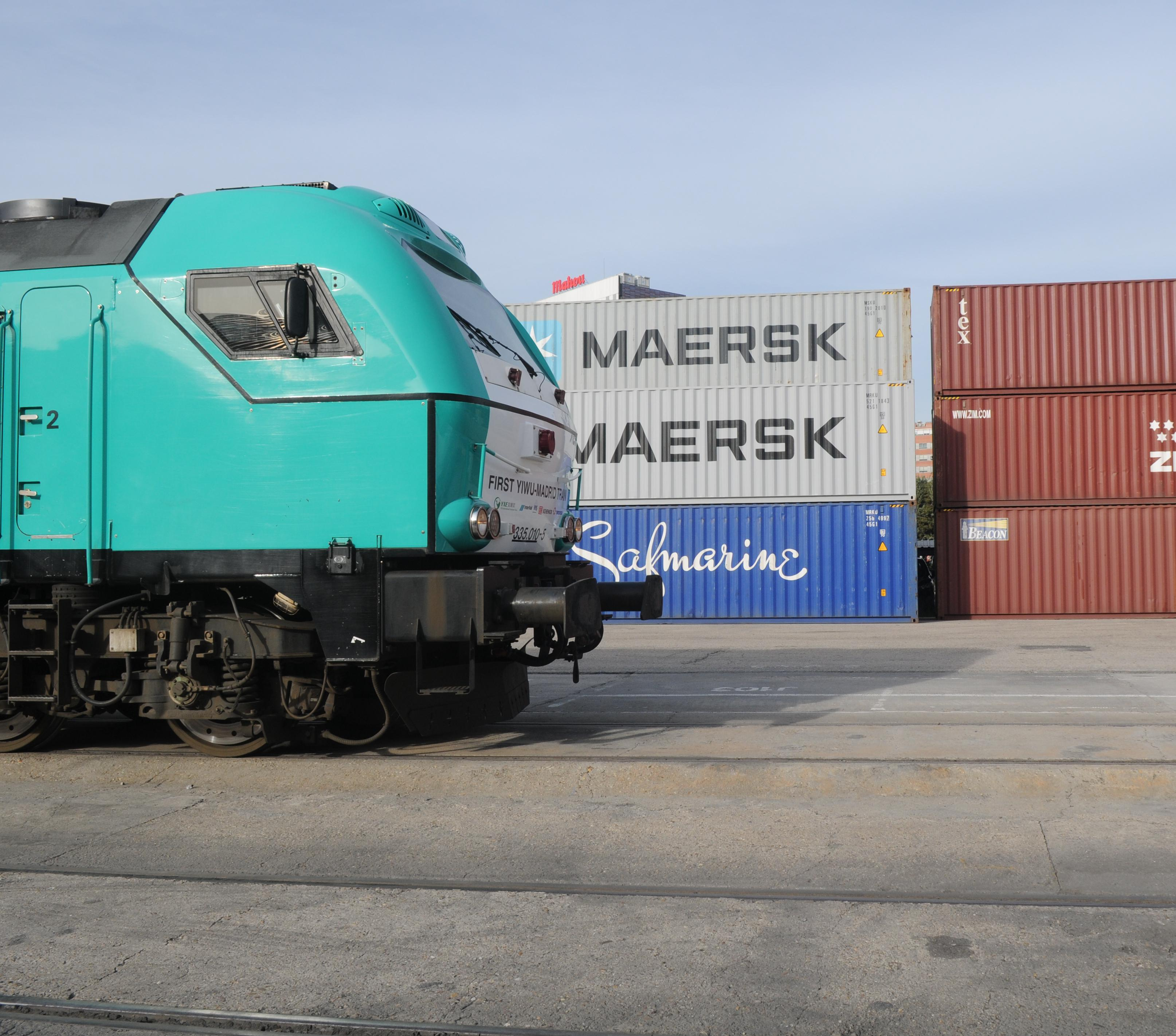
Tren Yiwu-Madrid en el Puerto Seco de Madrid-Abroñigal.

La línea de ferrocarril Madrid-Yiwu (también llamado Yixin'Ou) es una línea internacional de mercancías que conecta la ciudad china de Yiwu (en Zhejiang, en el este de la República Popular China), con la ciudad española de Madrid. Se trata de la infraestructura de transporte más larga del mundo: 13 052 km en 16 días (más longitud incluso que el Transiberiano, la línea más larga hasta la fecha). Es capaz de transportar un total de 30 560 metros cúbicos de mercancías, con un peso superior a las 1000 toneladas.
Fue creada el 18 de noviembre de 2014 y estrenada el mismo año, saliendo de Yiwu en noviembre de 2014 y volviendo en 2015. Es uno de los exponentes principales de la Nueva Ruta de la Seda.

## Historia

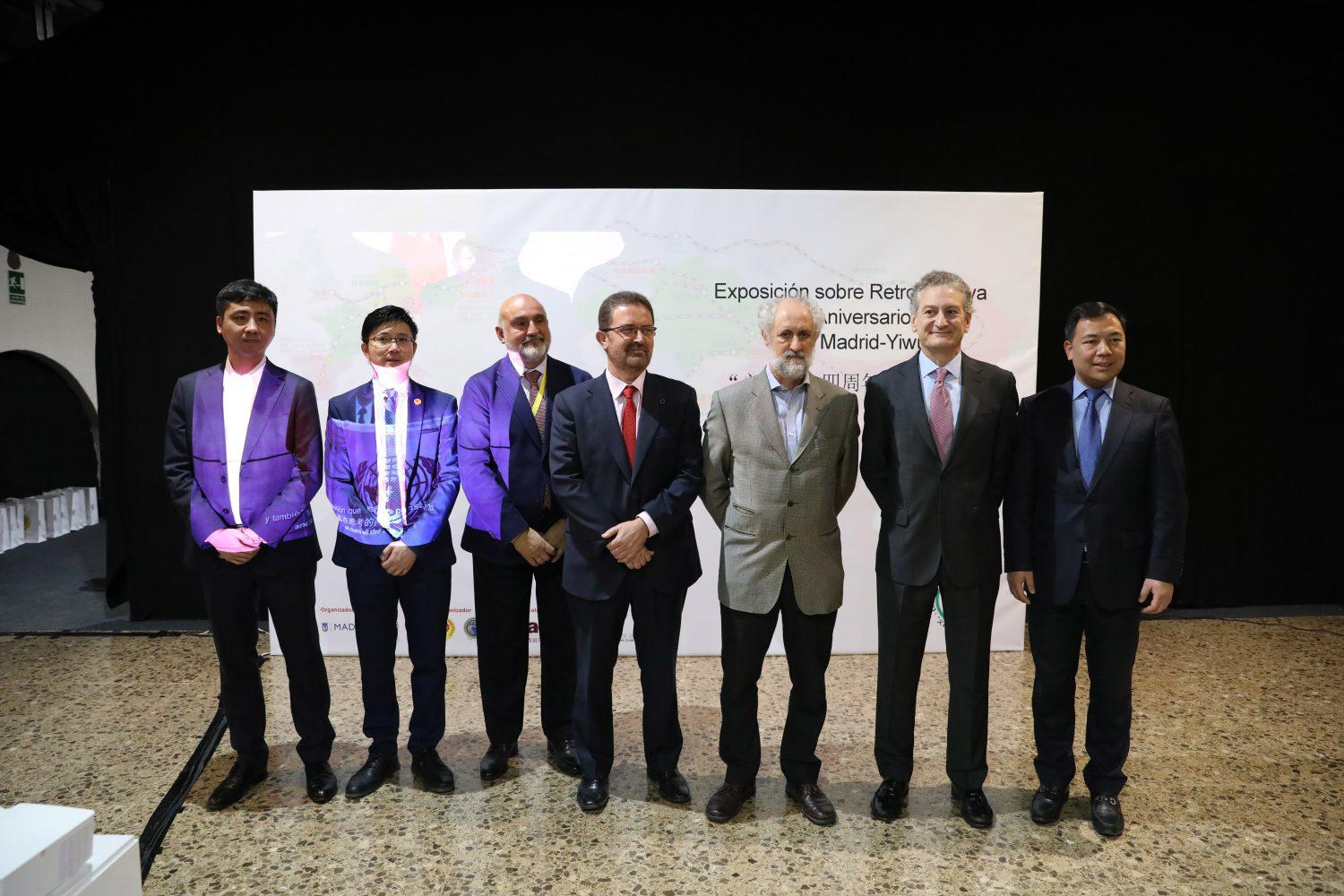
Autoridades madrileñas y chinas en una exposición sobre el Tren Madrid-Yiwu en el Museo del Ferrocarril de Madrid.

El Grupo InterRail puso en marcha esta conexión de tren en noviembre de 2014, en cooperación con los ferrocarriles chinos y Deutsche Bahn (DB). El Grupo InterRail, registrado en Suiza, es un grupo de transporte internacional que se centra en el transporte de mercancías por ferrocarril y es propietario de material rodante y contenedores.
Los trenes son gestionados por diferentes empresas, que son una empresa conjunta entre la alemana Deutsche Bahn AG, Russian Railways (RZD) y la española Transfesa. Los productos más transportados incluyen ordenadores y partes de vehículos. Una de las razones por las que se eligió a la capital española como final de recorrido es la existencia del Polígono Cobo Calleja en Fuenlabrada, el mayor centro empresarial chino de Europa.
El proyecto internacional sigue la promesa del presidente chino Xi Jinping de establecer un "cinturón económico" a lo largo de la histórica Ruta de la Seda y la llamada del presidente ruso Vladímir Putin de llevar a cabo "una nueva ola de industrialización en todo el continente euroasiático".
Desde 2019 parten cada semana en dirección a la estación de Abroñigal en Madrid dos trenes desde Yiwu. Además, la línea baraja la posibilidad de añadir un vagón de pasajeros que imitaría el modelo europeo de Interrail.

## Recorrido
Desde que el tren parte de Yiwu, ciudad comercial situada a 300 km al sur de Shanghái, la línea atraviesa China, Kazajistán, Rusia, Bielorrusia, Polonia, Alemania, Francia y finalmente entra a España por Irún (País Vasco), hasta llegar a su capital (Madrid).
El tren debe adaptarse a los diferentes anchos de vía existentes a lo largo del trayecto: ancho estándar en China, ancho ruso en Rusia y países exsoviéticos, nuevamente ancho estándar en Europa y finalmente ancho ibérico en España.
Inicialmente el viaje tenía una duración de 21 días, mientras que actualmente la duración se ha reducido a 16 días. En comparación, una ruta naval tardaría 6 semanas y el mismo viaje por carretera supondría casi el triple de emisiones de CO2 (44 toneladas por ferrocarril frente a 114 por carretera).

## Ruta
- Yiwu, China.
- Alashankou, China.
- Dostyk, Kazajistán.
- Omsk, Rusia.
- Brest, Bielorrusia.
- Małaszewicze, Polonia.
- Duisburgo, Alemania.
- Francia.
- Irún, (País Vasco). España.
- Estación de Madrid-Abroñigal, Madrid, España.[6]